# Livilla radiata
Livilla radiata är en insektsart som först beskrevs av W. Foerster 1848.  Livilla radiata ingår i släktet Livilla och familjen rundbladloppor. Inga underarter finns listade i Catalogue of Life.